# 普莱岑豪森
普莱岑豪森是德国莱茵兰-普法尔茨州的一个市镇。总面积4.03平方公里，总人口245人，其中男性124人，女性121人（2011年12月31日），人口密度61人/平方公里。